# Poème à forme fixe
Un poème à forme fixe est un poème qui respecte une structure imposée, comme le nombre et la répétition de vers, une certaine alternance des rimes, l'apparition de certains mots (comme le mot Prince dans un envoi).
Les poèmes à forme fixe les plus connus en Occident sont le sonnet, la ballade, l'ode, le rondeau, le virelai et le lai.

## Types de poèmes
Riqueraque
Une riqueraque est une forme poétique se composant d’un nombre quelconque de « faux » huitains (ABABCDCD) et dont les vers contiennent 6 ou 7 syllabes.